# Премія НАН України імені В. М. Глушкова
Премія НАН України імені В. М. Глушкова — премія, встановлена НАН України з метою відзначення вчених, які опублікували найкращі наукові праці, здійснили винаходи і відкриття, що мають важливе значення для розвитку науки і економіки України «За видатні досягнення в галузі кібернетики, загальної теорії обчислювальних машин і систем».
Премію засновано у 1982 р. та названо на честь видатного українського радянського науковця Віктора Михайловича Глушкова.
Починаючи з 2007 року Премію імені В. М. Глушкова присуджує Відділення інформатики НАН України щотри роки.

## Лауреати премії
За 1982—2013 роки 66 науковців визначено лауреатами Премії НАН України імені В. М. Глушкова.

| Рік  | Тема | Лауреати                          | Коротко про лауреата |
| ---- | --- | --------------------------------- | --- |
| 1981 | Цикл робіт «Розробка машинно-орієнтованих методів обробки даних» | Дородніцин Анатолій Олексійович   | |
| 1983 | Цикл робіт «Математичні методи аналізу та оптимізації складних систем» | Коваленко Ігор Миколайович        | доктор фізико-математичних наук, професор, Академік НАН України (математична теорія надійності), головний науковий співробітник Відділу математичних методів теорії надійності складних систем № 125 Інституту кібернетики ім. В. М. Глушкова                                                                                      |
| 1983 | Цикл робіт «Математичні методи аналізу та оптимізації складних систем» | Михалєвич Володимир Сергійович    | Академік НАН України (економічна кібернетика), директор Інституту кібернетики ім. В. М. Глушкова |
| 1984 | Цикл робіт «Математичні основи проектування і програмування обчислювальних систем» | Капітонова Юлія Володимирівна     | |
| 1984 | Цикл робіт «Математичні основи проектування і програмування обчислювальних систем» | Летичевський Олександр Адольфович | доктор фізико-математичних наук, професор, Академік НАН України (інформатика), Завідувач Відділу теорії цифрових автоматів № 100 Інституту кібернетики ім. В. М. Глушкова |
| 1984 | Цикл робіт «Математичні основи проектування і програмування обчислювальних систем» | Ющенко Катерина Логвинівна        | Член-кореспондент НАН України (автоматизовані системи обробки даних), завідувач відділу Інституту кібернетики ім. В. М. Глушкова |
| 1985 | Цикл робіт «Дослідження складних систем, розробка алгоритмічного, програмного і технічного забезпечення автоматизованих комплексів для розв'язання задач управління та обробки даних» | Корнієнко Г. І.                   | |
| 1985 | Цикл робіт «Дослідження складних систем, розробка алгоритмічного, програмного і технічного забезпечення автоматизованих комплексів для розв'язання задач управління та обробки даних» | Кухтенко Олександр Іванович       | Академік НАН України (технічна кібернетика), Завідувач Відділу Інституту кібернетики ім. В. М. Глушкова |
| 1985 | Цикл робіт «Дослідження складних систем, розробка алгоритмічного, програмного і технічного забезпечення автоматизованих комплексів для розв'язання задач управління та обробки даних» | Сергієнко Іван Васильович         | доктор фізико-математичних наук, професор, Академік НАН України (обчислювальна математика), директор Інституту кібернетики ім. В. М. Глушкова |
| 1986 | Цикл робіт «Розробка і теоретичне обґрунтування числових методів розв'язання задач великої розмірності»                                                                               | Єрмольєв Юрій Михайлович          | доктор фізико-математичних наук, Академік НАН України (математична кібернетика), Завідувач Відділу методів системного моделювання № 160 Інституту кібернетики ім. В. М. Глушкова |
| 1986 | Цикл робіт «Розробка і теоретичне обґрунтування числових методів розв'язання задач великої розмірності»                                                                               | Молчанов Ігор Миколайович         | |
| 1986 | Цикл робіт «Розробка і теоретичне обґрунтування числових методів розв'язання задач великої розмірності»                                                                               | Шор Наум Зуселевич                | Академік НАН України (інформатика), Завідувач Відділу Інституту кібернетики ім. В. М. Глушкова |
| 1987 | Цикл робіт «Створення алгоритмічних мов, алгоритмів та пакетів програм для опису і аналізу моделей інформаційних систем»                                                              | Антипов Юрій Євгенович            | заступник голови військово-промислової комісії Ради Міністрів СРСР |
| 1987 | Цикл робіт «Створення алгоритмічних мов, алгоритмів та пакетів програм для опису і аналізу моделей інформаційних систем»                                                              | Королюк Володимир Семенович       | доктор фізико-математичних наук, Академік НАН України (математика), Завідувач Відділу Інституту математики НАН України |
| 1987 | Цикл робіт «Створення алгоритмічних мов, алгоритмів та пакетів програм для опису і аналізу моделей інформаційних систем»                                                              | Стогній Анатолій Олександрович    | Член-кореспондент НАН України (автоматизовані системи обробки даних), директор Інституту прикладної інформатики Київської міськради та НАН України |
| 1988 | Цикл робіт «Розробка математичного і програмно-технічного забезпечення проблемно-орієнтованих систем моделювання і обробки даних»                                                     | Андон Пилип Іларіонович           | доктор фізико-математичних наук, Академік НАН України (інформатика), директор Інституту програмних систем НАН України |
| 1988 | Цикл робіт «Розробка математичного і програмно-технічного забезпечення проблемно-орієнтованих систем моделювання і обробки даних»                                                     | Сіверський Павло Михайлович       | кандидат технічних наук |
| 1988 | Цикл робіт «Розробка математичного і програмно-технічного забезпечення проблемно-орієнтованих систем моделювання і обробки даних»                                                     | Мар'янович Тадеуш Павлович        | Член-кореспондент НАН України (інформатика), Завідувач Відділу Інституту кібернетики ім. В. М. Глушкова |
| 1989 | Цикл робіт «Розробка математичного і програмно-технічного забезпечення проблемно-орієнтованих систем моделювання і обробки даних»                                                     | Малиновський Борис Миколайович    | доктор технічних наук, професор, Член-кореспондент НАН України (обчислювальна техніка), радник при дирекції Інституту кібернетики ім. В. М. Глушкова |
| 1989 | Цикл робіт «Розробка математичного і програмно-технічного забезпечення проблемно-орієнтованих систем моделювання і обробки даних»                                                     | Скуріхін Володимир Ілліч          | Академік НАН України (системотехніка, теорія систем), заступник директора Інституту кібернетики ім. В. М. Глушкова |
| 1990 | Цикл робіт «Інтерактивні системи підготовки прийняття рішень» | Тарасов Віктор Олексійович        | доктор технічних наук, професор |
| 1990 | Цикл робіт «Інтерактивні системи підготовки прийняття рішень» | Павлов Вадим Володимирович        | |
| 1990 | Цикл робіт «Інтерактивні системи підготовки прийняття рішень» | Волкович Віктор Леонідович        | Член-кореспондент НАН України (інформатика), Завідувач Відділу Інституту кібернетики ім. В. М. Глушкова |
| 1991 | Цикл робіт з теорії та реалізації нових інформаційних технологій | Гриценко Валентина Іванівна       | |
| 1991 | Цикл робіт з теорії та реалізації нових інформаційних технологій | Айзенберг Яків Ейнович            | |
| 1991 | Цикл робіт з теорії та реалізації нових інформаційних технологій | Редько Володимир Никифорович      | Академік НАН України (інформаційні системи), професор, Завідувач кафедри Київського національного університету імені Т. Г. Шевченка |
| 1992 | Цикл робіт «Керування процесами у суцільних середовищах» | Самойленко Юрій Іванович          | Член-кореспондент НАН України (математичне моделювання фізичних процесів), Інститут кібернетики імені В. М. Глушкова НАН України |
| 1992 | Цикл робіт «Керування процесами у суцільних середовищах» | Кривонос Юрій Георгійович         | доктор фізико-математичних наук, професор, Академік НАН України (комп'ютерні технології), Інститут кібернетики імені В. М. Глушкова НАН України |
| 1992 | Цикл робіт «Керування процесами у суцільних середовищах» | Ладиков-Роєв Юрій Павлович        | |
| 1993 | Цикл робіт «Методи управління та обробки даних у прикладних системах» | Анісімов Анатолій Васильович      | доктор фізико-математичних наук, професор, Член-кореспондент НАН України (інформатика), Завідувач кафедри Київського національного університету імені Т. Г. Шевченка |
| 1993 | Цикл робіт «Методи управління та обробки даних у прикладних системах» | Морозов Анатолій Олексійович      | доктор технічних наук, професор, Академік НАН України (прогнозування геосистем), директор Інституту проблем математичних машин та систем |
| 1993 | Цикл робіт «Методи управління та обробки даних у прикладних системах» | Пшеничний Борис Миколайович       | Академік НАН України (системи керування рухомими об'єктами), Інститут кібернетики імені В. М. Глушкова НАН України |
| 1994 | Цикл робіт «Розробка та застосування методів системного аналізу для дослідження складних процесів різної природи»                                                                     | Згуровський Михайло Захарович     | доктор технічних наук, професор, Академік НАН України (інформатика та обчислювальні системи), ректор Національного технічного університету України «Київський політехнічний інститут імені Ігоря Сікорського» |
| 1994 | Цикл робіт «Розробка та застосування методів системного аналізу для дослідження складних процесів різної природи»                                                                     | Кунцевич Всеволод Михайлович      | доктор технічних наук, професор, Академік НАН України (системи керування), директор Інституту космічних досліджень НАН України та Державного космічного агентства України |
| 1994 | Цикл робіт «Розробка та застосування методів системного аналізу для дослідження складних процесів різної природи»                                                                     | Михалевич Михайло Володимирович   | Член-кореспондент НАН України (економічна кібернетика), Київський національний університет імені Т. Г. Шевченка |
| 1995 | Робота «Розробка теоретичних основ та впровадження методів і засобів організації інформаційних процесів у виробничих та науково-технічних комплексах»                                 | Козлик Г. О.                      | |
| 1995 | Робота «Розробка теоретичних основ та впровадження методів і засобів організації інформаційних процесів у виробничих та науково-технічних комплексах»                                 | Петров Вячеслав Васильович        | доктор технічних наук, професор, Академік НАН України (матеріалознавство, оптоелектронні матеріали), директор Інституту проблем реєстрації інформації НАН України |
| 1995 | Робота «Розробка теоретичних основ та впровадження методів і засобів організації інформаційних процесів у виробничих та науково-технічних комплексах»                                 | Тимофєєв Борис Борисович          | Академік НАН України (системотехніка, теорія систем), головний науковий співробітник Інституту електрозварювання НАН України |
| 1996 | Робота «Розробка та використання методів прогнозування, оцінювання та розпізнавання об'єктів стохастичної природи»                                                                    | Кнопов Павло Соломонович          | доктор фізико-математичних наук, професор, Член-кореспондент НАН України (інформатика), Інститут кібернетики імені В. М. Глушкова НАН України |
| 1996 | Робота «Розробка та використання методів прогнозування, оцінювання та розпізнавання об'єктів стохастичної природи»                                                                    | Великий Анатолій Павлович         | Член-кореспондент НАН України (інформатика), директор НДІ інформатизації та моделювання економіки (Київ) |
| 1996 | Робота «Розробка та використання методів прогнозування, оцінювання та розпізнавання об'єктів стохастичної природи»                                                                    | Гупал Анатолій Михайлович         | доктор фізико-математичних наук, професор, Член-кореспондент НАН України (інформатика), Інститут кібернетики імені В. М. Глушкова НАН України |
| 1997 | Серія праць «Програмні та апаратні засоби інтелектуалізації обчислювальних систем» | Грінченко Тамара Олексіївна       | доктор фізико-математичних наук, Інститут телекомунікацій і глобального інформаційного простору НАН України |
| 1997 | Серія праць «Програмні та апаратні засоби інтелектуалізації обчислювальних систем» | Клименко Валентина Петрівна       | Кандидат хімічних наук, Інститут проблем матеріалознавства імені І. М. Францевича НАН України |
| 1997 | Серія праць «Програмні та апаратні засоби інтелектуалізації обчислювальних систем» | Рабинович Зіновій Львович         | |
| 1998 | Робота «Логіко-алгебраїчні моделі і методи подання знань та їх застосування у прикладних системах»                                                                                    | Провотар Олександр Іванович       | |
| 1998 | Робота «Логіко-алгебраїчні моделі і методи подання знань та їх застосування у прикладних системах»                                                                                    | Парасюк Іван Миколайович          | доктор технічних наук, професор, Член-кореспондент НАН України (теорія систем та технологія обробки даних), Інститут кібернетики імені В. М. Глушкова НАН України |
| 1998 | Робота «Логіко-алгебраїчні моделі і методи подання знань та їх застосування у прикладних системах»                                                                                    | Перевозчикова Ольга Леонідівна    | Член-кореспондент НАН України (інформаційні технології), Завідувач Відділу Інституту кібернетики ім. В. М. Глушкова |
| 2000 | Цикл робіт «Дослідження і розробка математичних методів і алгоритмів розв'язання прикладних задач оптимізації і прийняття рішень»                                                     | Ляшко Сергій Іванович             | доктор фізико-математичних наук, професор, Член-кореспондент НАН України (інформатика), Завідувач кафедри Київського національного університету імені Т. Г. Шевченка |
| 2000 | Цикл робіт «Дослідження і розробка математичних методів і алгоритмів розв'язання прикладних задач оптимізації і прийняття рішень»                                                     | Кукса Анатолій Іванович           | доктор фізико-математичних наук, завідувач відділу Інституту програмних систем НАН України |
| 2000 | Цикл робіт «Дослідження і розробка математичних методів і алгоритмів розв'язання прикладних задач оптимізації і прийняття рішень»                                                     | Павлов Олександр Анатолійович     | НТУУ «КПІ» |
| 2002 | Робота «Методи прийняття рішень в умовах невизначеності для задач керування, прогнозування ризику та теорії обчислень»                                                                | Задірака Валерій Костянтинович    | доктор фізико-математичних наук, професор, академік НАН України (комп'ютерні технології та інформаційна безпека), Інститут кібернетики імені В. М. Глушкова НАН України |
| 2002 | Робота «Методи прийняття рішень в умовах невизначеності для задач керування, прогнозування ризику та теорії обчислень»                                                                | Панкратова Наталія Дмитрівна      | доктор технічних наук, професор, Член-кореспондент НАН України (теорія систем та технологія обробки даних), Заступник директора з наукової роботи Навчально-наукового комплексу «Інститут прикладного системного аналізу» Національного технічного університету України «Київський політехнічний інститут імені Ігоря Сікорського» |
| 2002 | Робота «Методи прийняття рішень в умовах невизначеності для задач керування, прогнозування ризику та теорії обчислень»                                                                | Чикрій Аркадій Олексійович        | доктор фізико-математичних наук, професор, Член-кореспондент НАН України (інформатика), Інститут кібернетики імені В. М. Глушкова НАН України |
| 2004 | Робота «Математичне моделювання процесів у складних об'єктах та високоефективні методи їх дослідження»                                                                                | Дейнека Василь Степанович         | доктор фізико-математичних наук, професор, академік НАН України (математичне моделювання в екології), Інститут кібернетики імені В. М. Глушкова НАН України |
| 2004 | Робота «Математичне моделювання процесів у складних об'єктах та високоефективні методи їх дослідження»                                                                                | Литвин Олег Миколайович           | Українська інженерно-педагогічна академія |
| 2004 | Робота «Математичне моделювання процесів у складних об'єктах та високоефективні методи їх дослідження»                                                                                | Скопецький Василь Васильович      | Член-кореспондент НАН України (інформатика та обчислювальні системи), Інститут кібернетики імені В. М. Глушкова НАН України |
| 2006 | Робота «Розробка ефективних моделей, методів дискретної і стохастичної оптимізації та їх використання при створенні інформаційних технологій»                                         | Гуляницький Леонід Федорович      | доктор технічних наук, професор, Інститут кібернетики імені В. М. Глушкова НАН України |
| 2006 | Робота «Розробка ефективних моделей, методів дискретної і стохастичної оптимізації та їх використання при створенні інформаційних технологій»                                         | Донець Георгій Панасович          | доктор фізико-математичних наук, Інститут кібернетики імені В. М. Глушкова НАН України |
| 2006 | Робота «Розробка ефективних моделей, методів дискретної і стохастичної оптимізації та їх використання при створенні інформаційних технологій»                                         | Норкін Володимир Іванович         | доктор фізико-математичних наук, Інститут кібернетики імені В. М. Глушкова НАН України |
| 2009 | Цикл робіт «Інформаційні технології розв'язання складних оптимізаційнихзадач на багатопроцесорних комплексах»                                                                         | Кузнєцов Микола Юрійович          | доктор технічних наук, професор, Член-кореспондент НАН України (комп'ютерні технології), Інститут кібернетики імені В. М. Глушкова НАН України |
| 2009 | Цикл робіт «Інформаційні технології розв'язання складних оптимізаційнихзадач на багатопроцесорних комплексах»                                                                         | Петрухін Володимир Олексійович    | доктор технічних наук, професор, Інститут кібернетики імені В. М. Глушкова НАН України |
| 2009 | Цикл робіт «Інформаційні технології розв'язання складних оптимізаційнихзадач на багатопроцесорних комплексах»                                                                         | Шило Володимир Петрович           | доктор фізико-математичних наук, професор, Інститут кібернетики імені В. М. Глушкова НАН України |
| 2012 | Цикл робіт «Інтелектуальні системи та технології сприйняття і обробки інформації різної фізичної природи»                                                                             | Боюн Віталій Петрович             | доктор технічних наук, професор, Член-кореспондент НАН України (обчислювальні системи), Інститут кібернетики імені В. М. Глушкова НАН України |
| 2012 | Цикл робіт «Інтелектуальні системи та технології сприйняття і обробки інформації різної фізичної природи»                                                                             | Войтович Ігор Данилович           | доктор технічних наук, професор, академік НАН України (системи і технології реєстрації інформації), Інститут кібернетики імені В. М. Глушкова НАН України |
| 2012 | Цикл робіт «Інтелектуальні системи та технології сприйняття і обробки інформації різної фізичної природи»                                                                             | Палагін Олександр Васильович      | доктор фізико-математичних наук, професор, академік НАН України (інформатика), Інститут кібернетики імені В. М. Глушкова НАН України |
| 2018 | за серію праць «Телекомунікаційні системи» | Ільченко Михайло Юхимович         | академік НАН України, проректор Національного технічного університету України «Київський політехнічний інститут імені Ігоря Сікорського» |
| 2018 | за серію праць «Телекомунікаційні системи» | Кравчук Сергій Олександрович      | доктор технічних наук, професор Національного технічного університету України «Київський політехнічний інститут імені Ігоря Сікорського» |
| 2018 | за серію праць «Телекомунікаційні системи» | Уривський Леонід Олександрович    | доктор технічних наук, завідувач кафедри Національного технічного університету України «Київський політехнічний інститут імені Ігоря Сікорського» |
| 2021 | за цикл робіт «Аналітика інформації комп’ютерних мереж» | Додонов Олександр Георгійович     | доктор технічних наук, заступник директора Інституту проблем реєстрації інформації НАН України |
| 2021 | за цикл робіт «Аналітика інформації комп’ютерних мереж» | Крючин Андрій Андрійович          | член-кореспондент НАН України, доктор технічних наук, заступник директора Інституту проблем реєстрації інформації НАН України |
| 2021 | за цикл робіт «Аналітика інформації комп’ютерних мереж» | Ланде Дмитро Володимирович        | доктор технічних наук, завідувач кафедри Національного технічного університету України «Київський політехнічний інститут імені Ігоря Сікорського» |